# Brian Blando
Brian Leonel Blando (Rosario, Argentina; 1 de abril de 1995) es un futbolista argentino. Juega como delantero y su equipo actual es C. Agropecuario de la Primera B Nacional.

## Carrera

### Agropecuario
Tras quedar libre en las inferiores de Rosario Central, Blando se convirtió en jugador de Agropecuario, equipo del interior de la provincia de Buenos Aires que se encontraba disputando el Torneo Federal B. Convirtió su primer gol el 9 de abril de 2016, en la victoria como local 2-1 sobre América de General Pirán. En esta temporada, Blando jugó 17 partidos y marcó dos tantos, siendo parte del ascenso de Agropecuario al Torneo Federal A.
Su debut en la tercera categoría del fútbol argentino sería en la fecha 1 del Torneo Federal A 2016-17, siendo titular en la victoria contra Alvarado por 1 a 0. En el campeonato, convirtió dos goles (a Gimnasia y Esgrima de Mendoza y Unión de Sunchales) y jugó 26 partidos. No solo consiguió un nuevo ascenso, de manera consecutiva, sino que Agropecuario fue campeón del Federal A y ascendió por primera vez a la Primera B Nacional.
Blando debutó en la Primera B Nacional el 24 de septiembre de 2017, cuando el Sojero derrotó por 0-1, en condición de visitante, a Flandria. Su primer gol en la segunda categoría llegaría dos meses después, cuando convirtió el único gol de Agropecuario en la derrota ante Deportivo Morón por 2 a 1.
Desde que Agropecuario participa en la Primera Nacional, Blando marcó en todas las temporadas. Su récord fue en la temporada 2021, cuando marcó 9 goles en 29 partidos. Le convirtió a Temperley, Deportivo Maipú, Mitre de Santiago del Estero, Nueva Chicago (en dos oportunidades), Almirante Brown, Quilmes, Alvarado y Atlanta.
El 8 de junio de 2022, en la instancia de dieciseisavos de final de la Copa Argentina 2022, Agropecuario dio el batacazo y venció por 2 a 1 a Racing Club de la Primera División. Blando convirtió ambos goles, siendo electo como la figura del encuentro.

### Lanús
El 11 de julio de 2022 Blando fue presentado como nuevo delantero del conjunto Granate.

### O'Higgins (Chile)
Tras no obtener la continuidad deseada en Lanús, el 28 de junio de 2023 se oficializa la llegada a préstamo de Blando al Club Deportivo O'Higgins de la Primera División de Chile.
Debutó con el equipo de Rancagua el 3 de julio, en un partido válido por la Copa Chile ante Audax Italiano en el Estadio Bicentenario de La Florida, ingresando al 87' por Matías Belmar. Su primera anotación con el "Capo de Provincia" llegó el 28 de julio, ante Ñublense de Chillán, por la fecha 19 del Campeonato Nacional 2023 en el Estadio El Teniente.

### FBC Melgar
Volvería a ser prestado, esta vez al Foot Ball Club Melgar de la Primera División del Perú, con quienes además disputaría la Copa Libertadores desde la primera fase. En sus primeros tres partidos, los jugó ingresando desde el banco. Su primer partido como titular lo hizo en la tercera fecha de la Liga 1 ante Alianza Atlético, jugando el partido entero. En el próximo partido, que fue de local por el partido de vuelta ante Aurora de Bolivia por Copa Libertadores, el equipo estaba obligado a ganar tras perder en la ida por 1-0. Tras ir 1-1, Blando ingresaría en el minuto 73 y anotaría en el minuto 90+12, sin embargo su gol sería anulado por el VAR por una mínima posición adelantada, cayendo eliminados de esta manera. Anecdóticamente, Leonel Galeano, previamente también había anotado en el minuto 90+6, aunque también fue anulado su gol por la misma situación. En la quinta fecha de la liga, enfrentando a Unión Comercio de local, anotaría su primer gol en el minuto 90+8, siendo de cabeza y tras siete minutos de haber estado siendo revisado en el VAR por una supuesta posición adelantada, esta vez su gol sí sería convalidado y serviría para que el equipo gane 2-1 de manera agónica.

## Estadísticas

### Clubes
- Actualizado hasta el 3 de noviembre de 2024.

| Club | Div.                | Temporada           | Liga  | Liga  | Liga   | Copas Nacionales(1) | Copas Nacionales(1) | Copas Nacionales(1) | Copas Internacionales(2) | Copas Internacionales(2) | Copas Internacionales(2) | Total | Total | Total  | Media goleadora(3) |
| Club | Div.                | Temporada           | Part. | Goles | Asist. | Part.               | Goles               | Asist.              | Part.                    | Goles                    | Asist.                   | Part. | Goles | Asist. | Media goleadora(3) |
| --- | ------------------- | ------------------- | ----- | ----- | ------ | ------------------- | ------------------- | ------------------- | ------------------------ | ------------------------ | ------------------------ | ----- | ----- | ------ | ------------------ |
| Agropecuario Argentina | 4.ª                 | 2016                | 17    | 2     | 0      | —                   | —                   | —                   | —                        | —                        | —                        | 17    | 2     | 0      | 0.12               |
| Agropecuario Argentina | 3.ª                 | 2016-17             | 26    | 2     | 0      | —                   | —                   | —                   | —                        | —                        | —                        | 26    | 2     | 0      | 0.08               |
| Agropecuario Argentina | 2.ª                 | 2017-18             | 22    | 2     | 0      | 1                   | 0                   | 0                   | —                        | —                        | —                        | 23    | 2     | 0      | 0.09               |
| Agropecuario Argentina | 2.ª                 | 2018-19             | 18    | 1     | 0      | 0                   | 0                   | 0                   | —                        | —                        | —                        | 18    | 1     | 0      | 0.06               |
| Agropecuario Argentina | 2.ª                 | 2019-20             | 15    | 3     | 0      | —                   | —                   | —                   | —                        | —                        | —                        | 15    | 3     | 0      | 0.20               |
| Agropecuario Argentina | 2.ª                 | 2020                | 8     | 2     | 1      | —                   | —                   | —                   | —                        | —                        | —                        | 8     | 2     | 1      | 0.25               |
| Agropecuario Argentina | 2.ª                 | 2021                | 29    | 9     | 5      | —                   | —                   | —                   | —                        | —                        | —                        | 29    | 9     | 5      | 0.31               |
| Agropecuario Argentina | 2.ª                 | 2022                | 21    | 8     | 2      | 2                   | 2                   | 0                   | —                        | —                        | —                        | 23    | 10    | 2      | 0.43               |
| Agropecuario Argentina | Total club          | Total club          | 156   | 29    | 8      | 3                   | 2                   | 0                   | 0                        | 0                        | 0                        | 159   | 31    | 8      | 0.19               |
| Lanús Argentina | 1.ª                 | 2022                | 18    | 2     | 1      | 0                   | 0                   | 0                   | —                        | —                        | —                        | 18    | 2     | 1      | 0.11               |
| Lanús Argentina | 1.ª                 | 2023                | 4     | 0     | 0      | 0                   | 0                   | 0                   | —                        | —                        | —                        | 4     | 0     | 0      | 0.00               |
| Lanús Argentina | Total club          | Total club          | 22    | 2     | 1      | 0                   | 0                   | 0                   | 0                        | 0                        | 0                        | 22    | 2     | 1      | 0.09               |
| O'Higgins · Chile | 1.ª                 | 2023                | 14    | 5     | 1      | 3                   | 0                   | 1                   | —                        | —                        | —                        | 17    | 5     | 2      | 0.29               |
| O'Higgins · Chile | Total club          | Total club          | 14    | 5     | 1      | 3                   | 0                   | 1                   | 0                        | 0                        | 0                        | 17    | 5     | 2      | 0.29               |
| FBC Melgar · Perú | 1.ª                 | 2024                | 25    | 3     | 5      | —                   | —                   | —                   | 2                        | 0                        | 0                        | 27    | 3     | 5      | 0.11               |
| FBC Melgar · Perú | Total club          | Total club          | 25    | 3     | 5      | 0                   | 0                   | 0                   | 2                        | 0                        | 0                        | 27    | 3     | 5      | 0.11               |
| Total en su carrera | Total en su carrera | Total en su carrera | 217   | 39    | 15     | 6                   | 2                   | 1                   | 2                        | 0                        | 0                        | 225   | 41    | 16     | 0.18               |
| (1) Las copas nacionales se refiere a la Copa Argentina y a la Copa Chile. (2) Las copas internacionales se refiere a la Copa Libertadores. (3) Media de goles por encuentro. No incluye goles en partidos amistosos. |                     |                     |       |       |        |                     |                     |                     |                          |                          |                          |       |       |        |                    |